# Torbenfeldt
Torbenfeldt er en herregård i Frydendal Sogn i Holbæk Kommune, Region Sjælland. Herregården ligger i det tidligere Tuse Herred, Tornved Kommune, Holbæk Amt. Torbenfeldt nævnes første gang i 1377 og blev kaldt Frydendal fra 1654 til 1906. Hovedbygningen er opført i 1577 og ombygget i 1750-1767, af Charles Abrahams i 1880'erne (påbygning af kamtakker) og igen i 1906.
Det gule Palæ, opført 1906-07 af Ivar Bentsen som supplement til hovedbygningen, blev nedrevet august 1976.
Torbenfeldt / Orelund Godser er på 1842 ha.

## Ejere af Torbenfeldt
- (1377-1405) Evert Moltke
- (1405-1436) Gertrud Grubendal
- (1436-1443) Herman von Oertzen
- (1443-1492) Engelbrecht Albrechtsen Bydelsbak
- (1492-1500) Laurids Engelbrecht Bydelsbak
- (1500-1525) Mette Lauridsdatter Bydelsbak gift Gjøe
- (1525-1558) Albrecht Gjøe
- (1558-1589) Anne Ottosdatter Rosenkrantz gift Gjøe
- (1589-1616) Dorte Albrechtsdatter Gjøe
- (1616-1642) Otte Pedersen Brahe
- (1642-1666) Manderup Ottesen Brahe
- (1666-1668) Birgitte Trolle gift Brahe
- (1668-1670) Frederik 3.
- (1670-1671) Christian 5.
- (1671) Christoffer Parsberg
- (1671-1684) Anne Cathrine Parsberg gift Pogwisch
- (1684) Rasmus Vinding
- (1684-1687) Poul Vinding
- (1687-1707) Johan Rantzau
- (1707-1710) Christian Rantzau-Friis
- (1710-1713) Erik Steensen
- (1713-1714) Vibeke Urne gift Steensen
- (1714-1717) Vincents Lerche
- (1717-1731) Albrecht Philip von Eynden
- (1731-1762) Vibeke Krag gift von Eynden
- (1762-1765) Bartholomæus Bertelsen de Cederfeld
- (1765-1770) Stephen Hansen
- (1770-1773) Dorothea Sophie Ravn gift Hansen
- (1773-1774) Slægten Ravn-Hansen
- (1774-1796) Vilhelm August Hansen
- (1796-1801) Inger Charlotte Graah gift Ravn-Hansen
- (1801-1851) Jacob Frederik van Deurs
- (1851-1852) Slægten van Deurs
- (1852-1873) Carl Eduard van Deurs
- (1873-1906) Christian Rosenkilde Treschow
- (1906-1948) Frederik Treschow
- (1952-1985) Kammerherre Fritz Treschow gift med Lise Trock-Jansen
- 1985- Kammerherre, Hofjægermester Peter Treschow, til Torbenfeldt gift med Christina Treschow, født Falster.